# Fârțănești
Fârțănești là một xã thuộc hạt Galați, România. Dân số thời điểm năm 2002 là 5384 người.